# Carlo Vanvitelli
Carlo Vanvitelli (né à Naples en 1739 et mort dans la même ville en 1821) est un architecte et ingénieur italien, qui a travaillé principalement à Naples et ses environs.

## Biographie
Carlo Vanvitelli est le fils de l'architecte Luigi Vanvitelli, et deux de ses frères étaient également architectes. Avec Pietro, il a fait son apprentissage auprès de son père dans la construction du Palais de Caserte. Tous deux ont travaillé à la décoration de la Piazza Dante à Naples et à la Villa Giulia. Pendant les dernières années de la vie de son père, il a résidé à Caserte en dirigeant les travaux ; à la mort de Luigi (1773), Carlo Vanvitelli devient directeur de la construction du palais.

## Œuvres

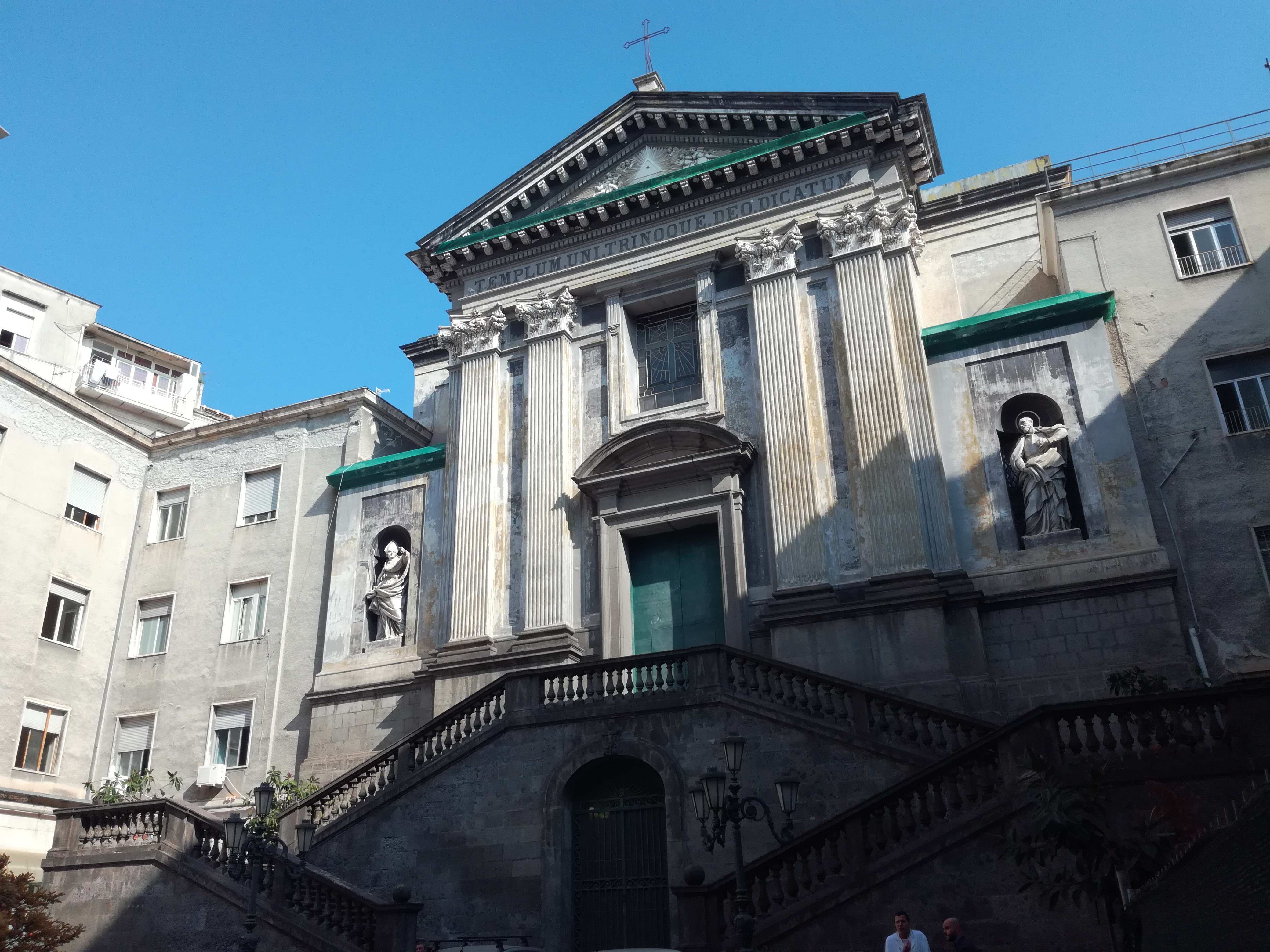
Église de Santissima Trinità dei Pellegrini à Naples.
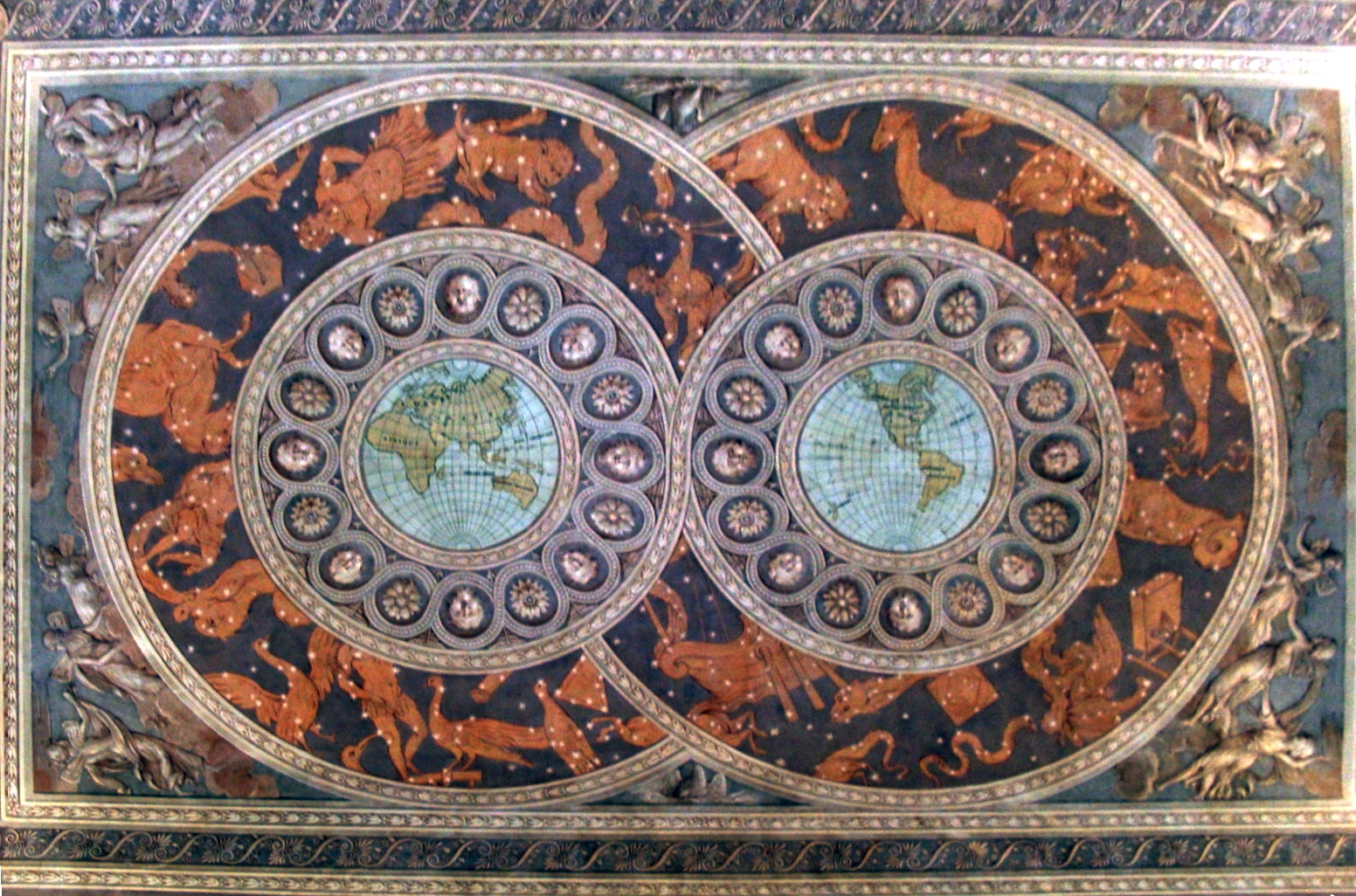
Reggia de Caserte.
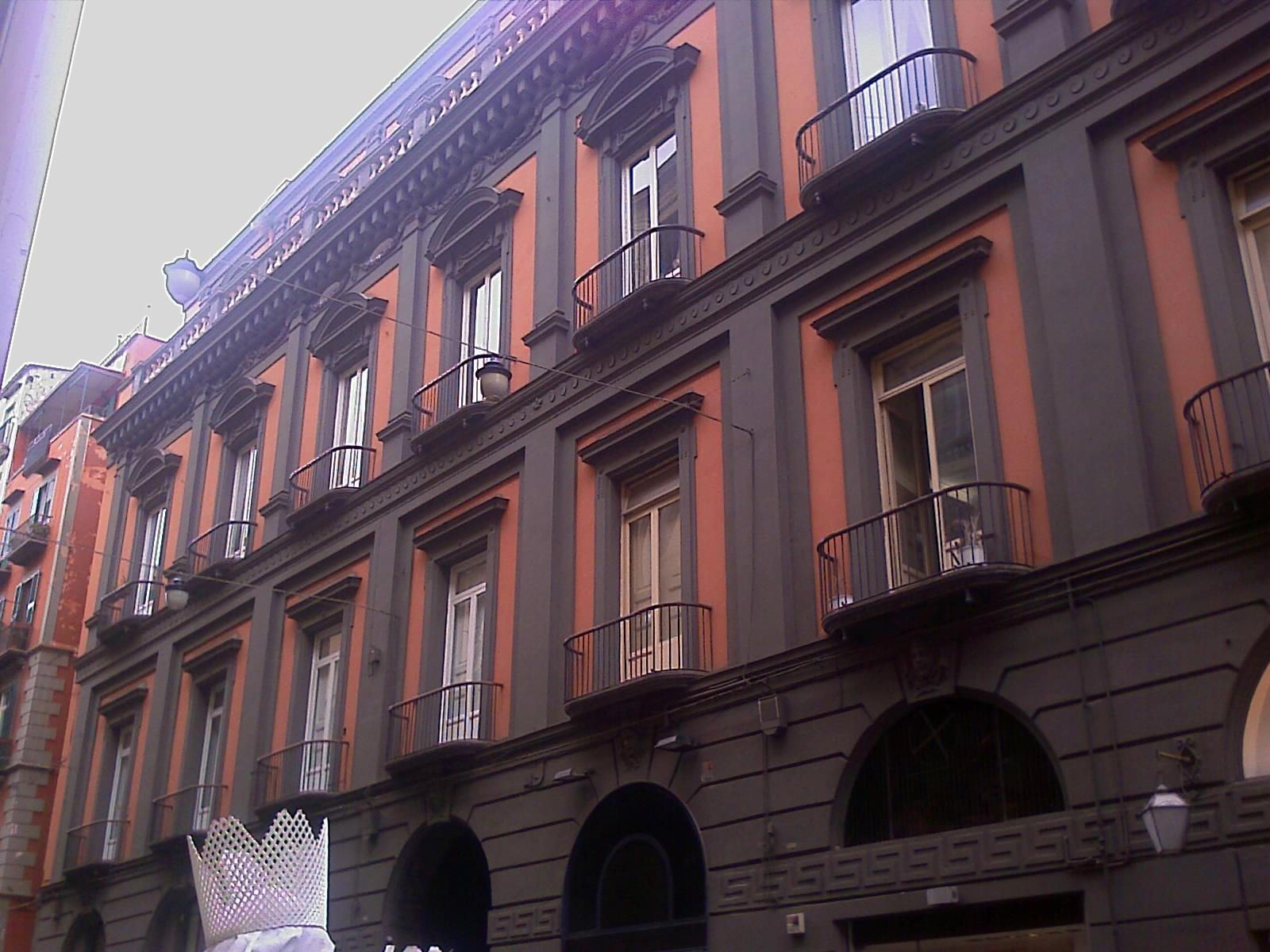
Palais Berio.